# Paris-Roubaix de 2016
A 114.ª edição da Paris-Roubaix, foi uma clássica de ciclismo que se disputou no domingo, 10 de abril de 2016 sobre um percurso de 257,5 km entre Compiègne e Roubaix na França.
O percurso foi praticamente igual que a edição 2015, com 27 setores de pavé, completando assim 52,8 km deste terreno.
Fez parte do UCI WorldTour de 2016, sendo o 3.º monumento da temporada de ciclismo, correspondente à décima corrida do calendário de máxima categoria mundial.

## Percorrido
A corrida executou-se sobre uma distância de 257,5 quilómetros, incluindo 52,8 quilómetros de zonas de pavé dividido em vinte e sete trechos.
| 27  | 98,5  | Troisvilles-Inchy                       | 2200 | * · * · *         |
| 26  | 105   | Viesly-Quiévy                           | 1800 | * · * · *         |
| 25  | 108   | Quiévy-Saint-Python                     | 3700 | * · * · * · *     |
| 24  | 112,5 | Saint-Python                            | 1500 | * · *             |
| 23  | 120,5 | Vertain-Saint-Martin-sur-Écaillon       | 2300 | * · * · *         |
| 22  | 130   | Verchain-Maugré-Quérénaing              | 1600 | * · * · *         |
| 21  | 133,5 | Quérénaing-Maing                        | 2500 | * · * · *         |
| 20  | 136,5 | Maing-Monchaux-sur-Écaillon             | 1600 | * · * · *         |
| 19  | 149,5 | Haveluy-Wallers                         | 2500 | * · * · * · *     |
| 18  | 158   | Trouée de Arenberg                      | 2400 | * · * · * · * · * |
| 17  | 164   | Wallers-Hélesmes                        | 1600 | * · * · *         |
| 16  | 170,5 | Hornaing-Wandignies-Hamage              | 3700 | * · * · * · *     |
| 15  | 178   | Warlaing-Brillon                        | 2400 | * · * · *         |
| 14  | 181,5 | Tilloy-lez-Marchiennes-Sars-et-Rosières | 2400 | * · * · * · *     |
| 13  | 188   | Beuvry-la-Forêt-Orchies                 | 1400 | * · * · *         |
| 12  | 193   | Orchies                                 | 1700 | * · * · *         |
| 11  | 199   | Auchy-lez-Orchies-Bersée                | 2700 | * · * · * · *     |
| 10  | 204,5 | Mons-en-Pévèle                          | 3000 | * · * · * · * · * |
| 9   | 210,5 | Mérignies-Avelin                        | 700  | * · *             |
| 8   | 214   | Pont-Thibaut-Ennevelin                  | 1400 | * · * · *         |
| 7   | 220   | Moulin-de-Vertain                       | 500  | * · *             |
| 6-2 | 226,5 | Cysoing-Bourghelles                     | 1300 | * · * · * · *     |
| 6-1 | 229   | Bourghelles-Wannehain                   | 1100 | * · * · *         |
| 5   | 233,5 | Camphin-en-Pévèle                       | 1800 | * · * · * · *     |
| 4   | 236,5 | Carrefour de l'Arbre                    | 2100 | * · * · * · * · * |
| 3   | 238,5 | Gruson                                  | 1100 | * · *             |
| 2   | 245,5 | Willems-Hem                             | 1400 | * · *             |
| 1   | 252   | Roubaix                                 | 300  | *                 |

## Classificação Final
| Posição | Ciclista             | Equipa           | Tempo           |
| ------- | -------------------- | ---------------- | --------------- |
| 1.º     | Matthew Hayman       | Orica GreenEDGE  | 5 h 51 min 53 s |
| 2.º     | Tom Boonen           | Etixx-Quick Step | m.t.            |
| 3.º     | Ian Stannard         | Sky              | m.t.            |
| 4.º     | Sep Vanmarcke        | LottoNL-Jumbo    | m.t.            |
| 5.º     | Edvald Boasson Hagen | Dimension Data   | a 3 s           |
| 6.º     | Heinrich Haussler    | IAM              | a 1 min         |
| 7.º     | Marcel Sieberg       | Lotto-Soudal     | m.t.            |
| 8.º     | Aleksejs Saramotins  | IAM              | m.t.            |
| 9.º     | Imanol Erviti        | Movistar         | a 1 min 7 s     |
| 10.º    | Adrien Petit         | Direct Énergie   | a 2 min 20 s    |

| 11.º | Peter Sagan        | Tinkoff-Saxo               | m.t.         |
| 12.º | Maarten Wynants    | LottoNL-Jumbo              | m.t.         |
| 13.º | Oliver Naesen      | IAM                        | m.t.         |
| 14.º | Luke Rowe          | Sky                        | m.t.         |
| 15.º | Ramon Sinkeldam    | Giant-Alpecin              | m.t.         |
| 16.º | Dylan Van Baarle   | Cannondale                 | m.t.         |
| 17.º | Bert De Backer     | Giant-Alpecin              | m.t.         |
| 18.º | Luke Durbridge     | Orica GreenEDGE            | a 4 min 40 s |
| 19.º | Marcus Burghardt   | BMC                        | a 5 min 48 s |
| 20.º | Christophe Laporte | Cofidis, Solutions Crédits | a 6 min 18 s |